# اچ‌ام‌اس جیسون (۱۷۹۴)
اچ‌ام‌اس جیسون (۱۷۹۴) (به انگلیسی: HMS Jason (1794)) یک کشتی بود که طول آن ۱۴۶ فوت ۳ اینچ (۴۴٫۶ متر) بود. این کشتی در سال ۱۷۹۴ ساخته شد.